# STS-7
La STS-7 è una missione spaziale del Programma Space Shuttle.
Fu la settima missione spaziale dello Space Shuttle e la seconda della navetta Challenger. Fu anche la prima missione spaziale statunitense con una donna nell'equipaggio: Sally K. Ride.
Lo scopo principale fu il rilascio di due satelliti per le telecomunicazioni. Un altro obiettivo furono alcuni test medici sull'adattamento dell'uomo nello spazio.

## Equipaggio
- Robert L. Crippen (2) - Comandante
- Frederick Hauck (1) - Pilota
- John Fabian (1) - Specialista di missione
- Sally K. Ride (1) - Specialista di missione
- Norman Thagard (1) - Specialista di missione

Tra parentesi il numero di voli spaziali completati da ogni membro dell'equipaggio, inclusa questa missione.

## Parametri della missione
- Massa:
  - Navetta al lancio: 113.025 kg
  - Navetta al rientro: 92.550 kg
  - Carico utile: 16.839 kg
- Perigeo: 299 km
- Apogeo:  307 km
- Inclinazione orbitale: 28,3°
- Periodo: 1 ora, 30 minuti, 35 secondi